# Eduard Schönfeld
Eduard Schönfeld (Hildburghausen, 22. prosinca 1828. – Bonn, 1. svibnja 1891.), njemački astronom. Najpoznatiji je po velikom prinosu u "Bonskome katalogu zvijezda" (njem. Bonner Durchmusterung) kao asistent F. W. Argelandera.

## Životopis
Eduard Schönfeld rođen je 22. prosinca 1828. u židovskoj obitelji. Pohađao je građansku školu i školovao se na Institutu Nonesche u Hildburghausenu. Na istom je mjestu od 1838. do 1843. bila židovska vjerska škola. Godine 1838. završio je humanističku gimnaziju u Hildburghausenu.
Godine 1853. doktorirao je s temom Nova elementa Thetidis.
Kratko je vrijeme bio privatni docent. U listopadu 1859. bio je profesor i direktor zvjezdarnice u Mannheimu. Godine 1860. oženio je Helene Noeggerath s kojom je godinu poslije dobio kći Amalie.
Od 1875. bio je redoviti profesor i direktor zvjezdarnice u Bonnu.
Godine 1884. izabran je u Američku akademija znanosti i umjetnosti.
Dana 20. veljače 1887. izabran je za dopisnoga člana Pruske akademije znanosti (njem. Preußische Akademie der Wissenschaften). Tijekom studentske godine 1887./1888. bio je rektor Sveučilišta u Bonnu.
Eduardu Schönfeldu u čast nazvan je asteroid (5926) Schönfeld te jedan krater na Zemlji skrivenoj strani Mjeseca.

## Djela
- Über die Nebelflecke ("O maglici"), 1862.
- Über die veränderlichen Sterne ("O promjenjivim zvijezdama"), 1863.
- Katalog der veränderlichen Sterne mit Einschluß der neuen Sterne ("Katalog promjenjivih zvijezda s dodatkom novih"), 1. dio: 1866., 2. dio: 1874.
- Bonner Durchmusterung, südlicher Teil ("Bonski katalog zvijezda, južni dio"), 1886.

## Vanjske poveznice
- Literatura o Eduardu Schönfeld u katalogu Njemačke nacionalne knjižnice
- Radovi E. Schönfelda na Astrophysics Data System
- Rezultati za E. Schönfeld na Astrophysics Data System